# Force de dissuasion nucléaire française
Pour les articles homonymes, voir Force de frappe.
La force de dissuasion nucléaire française, aussi nommée force de frappe, rassemble les systèmes d'armes nucléaires dont la France dispose dans le cadre de sa stratégie de dissuasion nucléaire. La France est l'un des neuf États qui possèdent l'arme nucléaire au début du XXIe siècle. Elle est le quatrième pays à avoir développé des armes nucléaires après les États-Unis, l'Union soviétique et le Royaume-Uni.
Dès la fin de la Seconde Guerre mondiale, le général de Gaulle crée le Commissariat à l'énergie atomique (CEA) pour effectuer des recherches sur l'énergie nucléaire. En pleine guerre froide, le lancement véritable du programme nucléaire français intervient en 1954 sous l'impulsion de Pierre Mendès France et Guy Mollet. De retour au pouvoir en 1958, de Gaulle confirme l'ordre d'expérimenter l'arme nucléaire et lance la fabrication en série du premier vecteur nucléaire, le bombardier Mirage IV.
La France réalise son premier essai d'une bombe atomique à fission (bombe A) sous le nom de code Gerboise bleue le 13 février 1960, puis son premier essai d'une bombe à fusion thermonucléaire (bombe H) sous le nom de code Canopus le 24 août 1968. La France mène 210 essais nucléaires entre 1960 et 1996, année de son dernier essai en Polynésie française.
Durant la guerre froide, où les stratégies de dissuasion nucléaire revêtent une importance considérable, la France adopte une posture de dissuasion nucléaire indépendante des États-Unis. Elle appuie sa crédibilité sur le principe de suffisance, également dit de dissuasion du faible au fort, selon lequel il suffit que les capacités nucléaires permettent de faire subir à un agresseur des dégâts équivalents aux dommages qu'il aurait infligés pour annihiler les bénéfices de son attaque. Cette stratégie suppose toutefois que les forces nucléaires françaises ne soient pas vulnérables à une attaque surprise et conservent ainsi une capacité de riposte, dite de seconde frappe.
Pour donner corps à cette stratégie, la France se dote d'un arsenal nucléaire important qui atteint dans les années 1990 plus de 500 armes opérationnelles disponibles, nombre équivalent à celui du Royaume-Uni, mais qui ne représente qu'un ou deux pour cent des stocks accumulés par les États-Unis ou l'Union soviétique à la même époque. Depuis la fin de la guerre froide, ce stock est régulièrement réduit : fin 2017, la France dispose de 280 têtes nucléaires déployées et de 10 à 20 autres en réserve, soit un total de 300 armes nucléaires,,.
Comme vecteurs de ses armes nucléaires, la force de dissuasion nucléaire française met en œuvre deux des trois composantes de la « triade nucléaire » : la force océanique stratégique (FOST), qui compte quatre sous-marins nucléaires lanceurs d'engins (SNLE) de la classe Le Triomphant armés des missiles mer-sol balistiques stratégiques de type M51, ainsi que les forces aériennes stratégiques (FAS), qui disposent de missiles air-sol moyenne portée améliorés (ASMP-A) emportés par les Dassault Rafale de l'Armée de l'air et de l'Aéronautique navale.

## Doctrine française de dissuasion nucléaire
Pour un article plus général, voir Dissuasion nucléaire.
La base de la doctrine française est la volonté de conférer à l’arme nucléaire un rôle fondamentalement politique. Il s’agit « d’empêcher la guerre » : l’arme nucléaire ne saurait être un moyen de coercition ou une « arme d’emploi », c’est-à-dire une arme utilisable au même titre que les autres. Il s’agit également de pouvoir affirmer, sur la scène internationale, que la France ne dépend d’aucune autre puissance pour ce qui est de sa survie.
Une directive présidentielle du 16 décembre 1961 demandait que les forces nucléaires fussent capables « d’infliger à l’Union soviétique une réduction notable, c’est-à-dire environ 50 %, de sa fonction économique ». Dans cette directive, Charles de Gaulle explique cet objectif : « Dans dix ans, nous aurons de quoi tuer 80 millions de Russes. Eh bien je crois qu'on n'attaque pas volontiers des gens qui ont de quoi tuer 80 millions de Russes, même si on a soi-même de quoi tuer 800 millions de Français, à supposer qu'il y eût 800 millions de Français. »
Dans ses mémoires, l'ancien président de la République Valéry Giscard d'Estaing mentionne un ordre de grandeur analogue, en précisant qu’il avait retenu « comme objectif pour notre frappe stratégique la destruction de 40 % des capacités économiques de l’Union soviétique situées en deçà de l’Oural et la désorganisation de l’appareil de direction du pays ».
Au début des années 1980, la capacité effective de destruction minimale était de l’ordre de 35 % de la population et de 45 % de la capacité de production industrielle de l'URSS.
Le 19 janvier 2006, le président de la République Jacques Chirac, en déplacement sur la base de sous-marins nucléaires de l'Île-Longue, confirme (à la suite de son discours de juin 2001) que l'utilisation de l'arme nucléaire contre « les dirigeants d'États qui auraient recours à des moyens terroristes contre nous » et également « à ceux qui envisageraient d'utiliser des armes de destruction massive » pourrait être envisagée. Cependant, il insiste sur le fait que l'arme nucléaire n'est pas une arme conventionnelle et que la France, dans l'optique de limiter le plus possible l'impact sur les civils, se dote de missiles ayant plus de souplesse, de flexibilité et de précision, comme le missile M51 (mer-sol) et l'ASMP (air-sol).
Dans ce discours, le président Chirac précise notamment que les intérêts vitaux de l'État, défendus par la force de frappe, comprennent notamment — les intérêts vitaux ne sont jamais définis ouvertement — les pays alliés de la France, ouvrant ainsi la voie à une défense européenne.
Le 21 mars 2008, le président Nicolas Sarkozy se fait le défenseur de la stabilité des conceptions françaises en matière de dissuasion nucléaire, qui demeure « objective » en ce sens qu'elle se positionne « tous azimuts », excluant les frappes préventives, puisqu'elle est « strictement défensive », et annonce que l'arsenal français sera réduit à un peu moins de 300 têtes.
En 2015, selon l'ancien chef d'État-Major des armées Henri Bentégeat, la France a la possibilité, outre des frappes anti-cités ou contre les centres névralgiques (politiques, militaires et économiques), d'effectuer des tirs dans des endroits pratiquement sans risque pour la population ou d'utiliser l'impulsion électromagnétique, qui est « le mode le moins dommageable pour l'adversaire ». Cette approche, qualifiée d'« ultime avertissement », permet à la fois au chef de l’État de disposer d'une option intermédiaire avant d'envisager le déclenchement du feu nucléaire sur de vrais objectifs, et de « restaurer la dissuasion » au cas où des puissances adverses auraient oublié ou n'auraient pas compris la détermination française. « S'ils n'ont pas compris que la dissuasion nucléaire permet d'atteindre le cœur de leurs intérêts vitaux, il faut le leur faire comprendre d'une manière ou d'une autre et rien ne peut mieux le faire que l'ultime avertissement », explique Henri Bentégeat lors d'une audition au Sénat.
Les intérêts vitaux de la France prennent, progressivement, une « dimension européenne », selon le président Emmanuel Macron en 2020. Ces propos explicitent la politique de Jacques Chirac et de François Hollande, qui sous-entendaient également durant leurs mandats que la dissuasion nucléaire pourrait protéger les pays européens alliés, mais conservent une certaine ambiguïté. En octobre 2022 cependant, il s'est attiré de vives critiques après avoir affirmé qu'il était « évident » que l'emploi par la Russie d'une arme nucléaire tactique « en Ukraine ou dans sa région » n'entrainerait pas de riposte nucléaire par la France,,, même si cette option, par ailleurs critiquable, n'exclut pas différents scénarios actuels ou futurs soutenant l'utilité de la force nucléaire française au profit d'autres États européens.

## État de la force nucléaire française dans les années 2010
Pour des articles plus généraux, voir Arme nucléaire et Dissuasion et prolifération nucléaires au XXIe siècle.
La physionomie de la force de dissuasion française dans les années 2010 résulte des choix structurants effectués dans les lois de programmation militaire (LPM) 1997-2002 et 2003-2008 et des évolutions apportées par les lois de programmation 2009-2014 et 2014-2019. Les programmes d'équipement des forces nucléaires s'inscrivent dans le très long terme et bénéficient de la continuité et de la cohérence qui caractérisent dans ce domaine les quatre dernières lois de programmation militaire. La réduction progressive du format opérée depuis 1995 (passage de six à quatre SNLE, réduction de trois à deux escadrons) s'accompagne de la modernisation continue des systèmes d'armes de dissuasion nucléaire,.
Les forces de dissuasion nucléaire comportent dans les années 2010 deux composantes, la force océanique stratégique (FOST) et les forces aériennes stratégiques (FAS), et disposent d'un stock opérationnel de 300 têtes nucléaires. Leur fonctionnement s'appuie sur des systèmes de transmissions nucléaires dédiés hautement sécurisés.

### Composante océanique

#### SNLE classe Le Triomphant
La FOST dispose de quatre sous-marins nucléaires de la classe Le Triomphant, sous-marins lanceurs d’engins de nouvelle génération (SNLE-NG), caractérisés notamment par une invulnérabilité et une mobilité accrues du fait de leur discrétion acoustique. Ce format à quatre bâtiments est considéré comme le minimum indispensable pour assurer, compte tenu des cycles d’entretien, la permanence à la mer d'un voire de deux bâtiments si nécessaire :
- Le Triomphant, en service depuis 1997 et emportant des missiles M45 dotés de tête TN 75, est modernisé à partir de 2013 pour accueillir les missiles M51[28] ;
- Le Téméraire, en service depuis 1999 et emportant des missiles M45 dotés de tête TN 75, est entré en refonte en 2016 pour accueillir les missiles M51 ;
- Le Vigilant, en service depuis 2004, dont les missiles M45 dotés de tête TN 75 sont remplacés à la suite d'une refonte entre 2010 et 2012 par des M51 ;
- Le Terrible, dernier de la série, commandé dans le cadre de la LPM 1997-2002, est entré en service opérationnel en 2010 et emporte des missiles M51 dotés de tête TN 75.

En 2018, la FOST célèbre la 500e patrouille opérationnelle effectuée depuis 1972.
Les études de conception du sous-marin nucléaire lanceur d'engins de troisième génération (SNLE 3G) sont lancées en 2015. Elles permettront le lancement de la phase de réalisation dans le cadre de la LPM 2019-2025 en vue d'une première livraison en 2035.

#### Missile M51
L'évolution la plus importante des années 2010 est le déploiement à bord de ces bâtiments du nouveau missile Missile mer-sol balistique stratégique (MSBS) M51. Succédant au M45, le M51-1 a une portée accrue de l'ordre de 6 000 km contre seulement 4 000 km pour son prédécesseur. Chaque SNLE de la classe Le Triomphant peut emporter seize M51. Le 4e SNLE-NG, Le Terrible, est directement équipé du M51. Les trois autres bâtiments sont adaptés au nouveau missile dans la décennie 2010, à l’occasion de leur période d’entretien majeur. En 2015, dans son discours consacré à la dissuasion nucléaire, François Hollande indique que la France dispose de trois lots de seize missiles M51.
| SNLE          | M45 TN75 | M51-1 TN75 | M51-2 TNO |
| ------------- | -------- | ---------- | --------- |
| Le Triomphant | 1997     |            | 2016      |
| Le Téméraire  | 1999     |            | 2019      |
| Le Vigilant   | 2004     | 2013       |           |
| Le Terrible   |          | 2010       |           |

Le sixième tir d'essai d'un M51 effectué le 5 mai 2013 depuis Le Vigilant, juste sorti de refonte, est un échec,. Le septième tir d'essai du M51, effectué le 30 septembre 2015 depuis le centre de la DGA Essais de missiles à Biscarrosse, est un succès.
La version M51-2 emporte la nouvelle tête nucléaire océanique (TNO). Son premier tir d'essai, le huitième d'un M51, a lieu le 1er juillet 2016 depuis le sous-marin Le Triomphant, revenu en service opérationnel après sa refonte réalisée de 2014 à 2016. Ce tir réussi permet de qualifier opérationnellement le M51-2.
Le M51.3 est le troisième incrément de la famille du M51. Sa mise en service opérationnelle est prévue pour 2025 et il sera déployé, ensuite, sur tous les SNLE avec pour objectif d'adapter les performances du missile aux évolutions des besoins opérationnels de la prochaine décennie.

#### Tête nucléaire océanique
À partir de 2015, la nouvelle « Tête nucléaire océanique » (TNO), remplace progressivement la TN75 qui équipait déjà les M45. Sa puissance évaluée est de 100 kt contre 75 kt. Elle bénéficie aussi d'un nouveau système d'aide à la pénétration. Les missiles M45 et M51 peuvent emporter six têtes nucléaires selon la technique dite du « mirvage ». La France possède autour de 250 têtes TN75 et TNO.

#### Environnement des SNLE
La crédibilité de la dissuasion nucléaire française repose pour une large part sur l'invulnérabilité des SNLE. Grâce à sa portée augmentée, le M51 y contribue en permettant d'élargir les zones de patrouille. La sûreté de la composante océanique suppose aussi la meilleure connaissance possible de ces zones ainsi qu'une maîtrise permanente des approches de la base de l'Île Longue en rade de Brest. Une partie des moyens de la Marine nationale mène donc des opérations de sûreté, de soutien et d'accompagnement des SNLE. C'est le cas en particulier des sous-marins nucléaires d'attaque (SNA) dont le renouvellement commence à se concrétiser avec la mise en service opérationnelle en 2019 du Suffren, tête de série des SNA de nouvelle génération qui remplaceront durant la décennie suivante nombre pour nombre les six SNA de la classe Rubis[réf. incomplète].

### Composante aéroportée
La composante aéroportée comprend les Forces aériennes stratégiques (FAS) opérées par l'Armée de l'air et la Force aéronavale nucléaire (FANu) opérée par la Marine nationale. À la différence des FAS et de la FOST, mises en place respectivement en 1964 et 1971, qui assurent la posture permanente de dissuasion, la mobilisation de la FANu, créée en 1978, se fait sur décision du président de la République.
La composante aéroportée de la force de dissuasion française est ainsi caractérisée par F. Hollande en 2015 : « elle constitue le complément nécessaire de la composante sous-marine et se caractérise par une mobilité et une souplesse d’emploi permettant de diversifier les modes de pénétration. Mise en œuvre depuis le sol ou depuis le porte-avions, elle peut contribuer de manière plus visible à l’exercice de la dissuasion. ».
Les FAS tiennent en permanence depuis le 8 octobre 1964 la posture de dissuasion, afin d'être en mesure de répondre 24 heures sur 24 aux ordres présidentiels selon les délais, les moyens et les plans préétablis. Les FAS sont duales :  par la polyvalence d'emploi des Rafale, les FAS participent aussi aux missions assurées par l'Armée de l'air, de protection du ciel français et d'intervention extérieure comme Barkhane ou Chammal,.
Dans les années 2000, la composante aéroportée reposait sur trois escadrons de Mirage 2000N de l’Armée de l’air et sur les flottilles de Super-Etendard modernisés de l’aéronavale, le missile air sol moyenne portée (ASMP) et la tête nucléaire TN 81. La composante aéroportée est entièrement renouvelée à partir de 2007 par l’entrée en service des Rafale Marine et Air, le remplacement de l’ASMP par l’ASMP amélioré (ASMP-A) et le remplacement de la TN 81 par la nouvelle tête nucléaire aéroportée (TNA). Cette transformation s'achève en 2018 avec le remplacement des derniers Mirage 2000N par des Rafale B. Sur la cinquantaine de Rafale B dont disposent les FAS, la moitié des appareils disponibles est affectée à la tenue de posture nucléaire et aux opérations conventionnelles, tandis que l'autre moitié sert à l’entraînement des équipages, à la formation et au maintien des compétences.
Tous les dix-huit mois, les FAS réalisent un exercice de grande ampleur avec tir réel d'un missile ASMP-A, non équipé de sa tête nucléaire, après un très long parcours nécessitant plusieurs ravitaillements en vol afin de démontrer dans des conditions réalistes la crédibilité opérationnelle de la composante aéroportée. Ainsi, en janvier 2019, la FAS réalise un raid nucléaire depuis la Réunion vers la Métropole : deux Rafale et leurs ravitailleurs volent d'abord à haute altitude avant de réaliser une percée à très basse altitude pour simuler un tir nucléaire, après 9 000 km, sous la protection de Mirage 2000 et en affrontant d’autres avions,.

#### Rééquipement enRafale Bet M achevé en 2018
Les FAS connaissent à la fois une réduction de leur format et une importante modernisation à la fin des années 2000 et au début des années 2010. Faisant suite à la décision prise par Nicolas Sarkozy en 2008 de réduire d'un tiers le nombre d'armes nucléaires, de missiles et d'avions de la composante aéroportée, la dissolution de l'Escadron de chasse 3/4 « Limousin » (base aérienne 125 Istres-Le Tubé) a lieu en septembre 2011. Depuis, les FAS ne comprennent plus que deux escadrons de combat, l'Escadron de chasse 1/4 « Gascogne » (BA 113 Saint-Dizier) rééquipé en 2009 avec les nouveaux appareils Rafale B biplaces et l'EC 2/4 « La Fayette » (également sur Rafale B à Saint-Dizier).
En août 2015, l'EC 2/4 « La Fayette » reçoit à son tour un premier Rafale B sur la base aérienne 113 de Saint-Dizier-Robinson. En 2018, les FAS se séparent des derniers Mirage 2000N, en service au sein de l’escadron 2/4 « La Fayette » depuis près de trente ans et sont donc entièrement équipés de Rafale. Cet escadron quitte Istres pour Saint-Dizier, où sont regroupés tous les Rafale B au sein de la 4e escadre de chasse,,.
Dans le cadre du plan de recréation des escadres de l'Armée de l'air, la 4e escadre de chasse a été reformée sur la BA 113 de Saint-Dizier le 26 août 2015. Elle comprend, en 2018, l'ensemble des escadrons des FAS, soit les deux escadrons de chasse 1/4 « Gascogne » et 2/4 « La Fayette », l'escadron de transformation 3/4 « Aquitaine » et l'escadron de soutien technique. Elle regroupe la cinquantaine de Rafale B en dotation dans l'Armée de l'air à cette date.
La Force aéronavale nucléaire (FANu) est constituée du porte-avions Charles de Gaulle et des 28 Rafale M des deux flottilles embarquées, dès lors qu’un ou plusieurs missiles ASMP-A sont dans la soute à munition. Les trois flottilles de l’aéronautique navale, la 11F, la 12F et la 17F, sont implantées sur la Base d'aéronautique navale de Landivisiau et qualifiées ASMP-A[source insuffisante].

#### Missile ASMP-A
Le missile « Air-Sol Moyenne Portée Amélioré » (ASMP-A) est le vecteur qui emporte l'arme nucléaire de la composante aéroportée. La mise en service opérationnelle du missile ASMP-A est prononcée en 2009 sur Mirage 2000NK3 et en 2010 sur Rafale au standard F3. Ses caractéristiques exactes n'ont pas été rendues publiques. Sa portée est estimée être de l'ordre de 500 km.
En 2015, dans son discours consacré à la dissuasion nucléaire, François Hollande indique que la France dispose de 54 missiles ASMP-A. La France considère que « Aucune autre force aérienne dans le monde ne dispose actuellement d'un vecteur offrant une garantie de pénétration comparable. La très grande précision de l'ASMPA offre par ailleurs la possibilité de détruire des objectifs fortement résistants et d'exécuter des frappes aux effets strictement conformes à ceux décidés par le président de la République ».
Le programme de rénovation à mi-vie de l’ASMPA est en cours de réalisation depuis 2016 pour traiter les obsolescences et maintenir le niveau de performance opérationnelle du missile, notamment en matière de pénétration et de précision au moins jusqu’à l’horizon 2035. La mise en service de cette version améliorée, dénommée ASMPA-R, est prévue en 2022,,.

#### Tête nucléaire TNA
La tête nucléaire TN 81 a commencé à être retirée du service en 2007 pour être remplacée par la tête nucléaire aéroportée (TNA). Elle équipe les missiles ASMP-A. La puissance maximale de cette arme thermonucléaire est de 300 kt.

#### Ravitaillement en vol
Le rayon d'action des Rafale, de l'ordre de 2 000 km, nécessite de recourir au ravitaillement en vol pour les missions stratégiques types qu'ils auraient à mener. Pour ce faire, la France dispose d'une flotte de 14 avions ravitailleurs C-135FR et KC-135R, dont le renouvellement par des modèles plus récents commence en 2017 par la livraison du premier des 12 A330-MRTT, les autres exemplaires devant être livrés avant 2025,.

### Systèmes de transmissions nucléaires
Pour que le chef de l’État ait la garantie qu’il puisse mettre en œuvre à tout moment les forces nucléaires, les transmissions nucléaires sont conçues pour transmettre en permanence aux forces océaniques et aéroportées les éléments nécessaires à l’élaboration des missions, ainsi que les ordres exceptionnels.
Le programme d’ensemble HERMES coordonne la modernisation des différentes composantes des transmissions nucléaires :
- les « réseaux d’infrastructures de transport des services » déployés à partir de 2014 dans leur version RAMSES IV ;
- le système de transmission de la composante océanique, TRANSOUM, modernisé de façon échelonnée, entre 2016 et 2020[60] ;
- le système de transmission de la composante aéroportée, TRANSAERO ;
- le système de transmission de dernier recours SYDEREC, constitué de ballons captifs emportant des antennes à grande altitude, qui serait utilisé en cas d'indisponibilité des autres systèmes.

## Historique
C'est avec l'ordonnance 45-2563, du 18 octobre 1945 (presque trois mois après les bombardements atomiques de Hiroshima et Nagasaki), signée par le général de Gaulle, qu'est créé le commissariat à l'Énergie atomique (CEA). Cet établissement a pour mission d'effectuer des « recherches scientifiques et techniques en vue de l'utilisation de l'énergie atomique dans les divers domaines de la science, de l'industrie et de la défense nationale », mais pendant presque dix ans, faute de moyens et de volonté politique, la décision de faire la bombe est repoussée.
Après la défaite de Diên Biên Phu (début mai 1954) puis l'échec de la Communauté européenne de défense (refusé par l'Assemblée nationale le 30 août 1954), dont le traité interdisait à la France d'entreprendre un programme nucléaire militaire indépendant, le président du Conseil, Pierre Mendès France, signa le 26 octobre 1954 le décret instituant une Commission supérieure des applications militaires de l'énergie atomique. Le 4 novembre, un second arrêté créait au sein de celui-ci un Comité des explosifs nucléaires présidé par le général Jean Crépin avec comme secrétaire et rapporteur le professeur Yves Rocard, démarrant officiellement le programme nucléaire militaire français.
Le 11 avril 1958, Felix Gaillard annonce la décision de préparation des premières explosions atomiques françaises pour le premier trimestre de 1960. En 1959 est créée la Société d'étude et de réalisation d'engins balistiques (SEREB), le mandataire de l'État et maître d'œuvre des futurs systèmes d'armes de la Force nucléaire stratégique (FNS). La présidence en est confiée à Charles Cristofini. Un an plus tard, la SEREB collabore avec les sociétés Nord-Aviation et Sud-Aviation et établit les programmes des « Études balistiques de base » (EBB), dits des « Pierres Précieuses ». Ils sont destinés à acquérir les technologies nécessaires à la réalisation de la FNS. C'est aussi en 1959 que le premier bombardier Mirage IV, construit par Dassault, est présenté en vol au général de Gaulle lors du salon du Bourget, à peine trois années après la signature du projet.
Le 13 février 1960 a lieu le premier essai français d'une bombe A à Reggane, dans le Sahara algérien. Il est suivi en 1961 par l'essai en vol de la fusée AGATE au Centre interarmées d'essais d'engins spéciaux à Colomb-Béchar en Algérie française, première de la série des « Pierres Précieuses » qui mèneront aux missiles balistiques stratégiques.

### Les bombardiers stratégiques (1964)

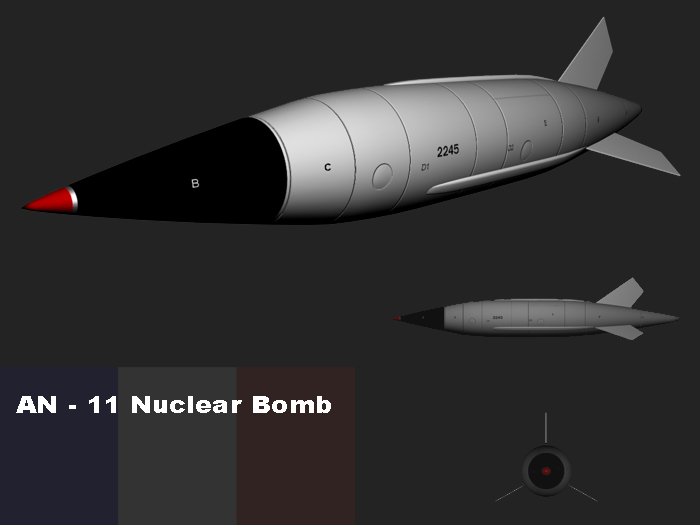
Représentation de l'AN-11, la première bombe A opérationnelle française, emportée par les Mirage IV de 1964 à 1967.

L'année 1964 marque le début de la permanence de la dissuasion nucléaire française. En effet, le 14 janvier, les Forces aériennes stratégiques sont créées. En février, le premier Mirage IV et le premier avion ravitailleur Boeing C-135F arrivent dans les forces. En octobre, la première prise d'alerte par un Mirage IV, armé de la bombe AN-11, et un avion ravitailleur C-135F a lieu sur base aérienne 118 de Mont-de-Marsan. Le trio arme nucléaire, avion vecteur (Mirage IV) et avion de projection (ravitailleur) est alors opérationnel.
Au printemps 1966, avec neuf escadrons de quatre Mirage IV chacun, dont 12 avions en permanence en vol, l'ensemble de la 1re composante de la force de dissuasion est réalisée. La France, selon la volonté du président de Gaulle, se retire alors du Commandement intégré de l'OTAN. Ce faisant elle affirme son autonomie stratégique.
Le 24 août 1968 a lieu le premier essai d'une bombe H, sur l'atoll de Mururoa dans l'océan Pacifique. L’année suivante, le poste de commandement Jupiter, sous le palais de l'Élysée rénové, devient le centre névralgique de la force de frappe.

### La triade nucléaire (1971)

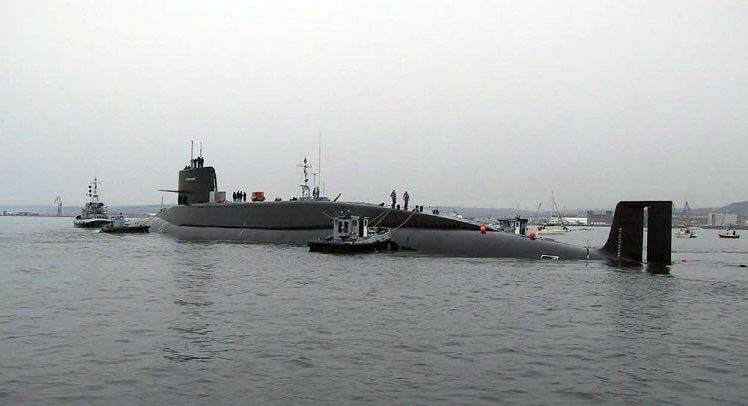
Le Redoutable, le 1er sous-marin nucléaire français. En service dans la Force océanique stratégique de 1971 à 1991.

Dès 1963, le gouvernement français décida la diversification des vecteurs de ses armes nucléaires pour réduire la vulnérabilité de la Force de frappe face à une attaque surprise et compenser les limites offensives des Mirages IV face à une défense aérienne toujours plus performante. Cette politique passait par la réalisation de deux nouveaux systèmes d'armes stratégiques, terrestre et naval, en complément des bombardiers :
- des missiles sol-sol à tirer de silos : les S2 ;

La première unité opérationnelle de 9 missiles S2, sur la base aérienne 200 Apt-Saint-Christol du plateau d'Albion, est mise en service le 2 août 1971; la seconde le 23 avril 1972.
- des missiles mer-sol à tirer de sous-marins à propulsion nucléaire : les MSBS.

Le 1er décembre 1971 est armé le premier sous-marin nucléaire lanceur d'engins (SNLE): Le Redoutable. Il est rejoint par trois autres bâtiments (Le Terrible, Le Foudroyant et L'Indomptable) dans les cinq années qui suivent. Dans la foulée la flotte de Mirage IV est réduite à 40 appareils.

### Les armes tactiques et préstratégiques (1972)

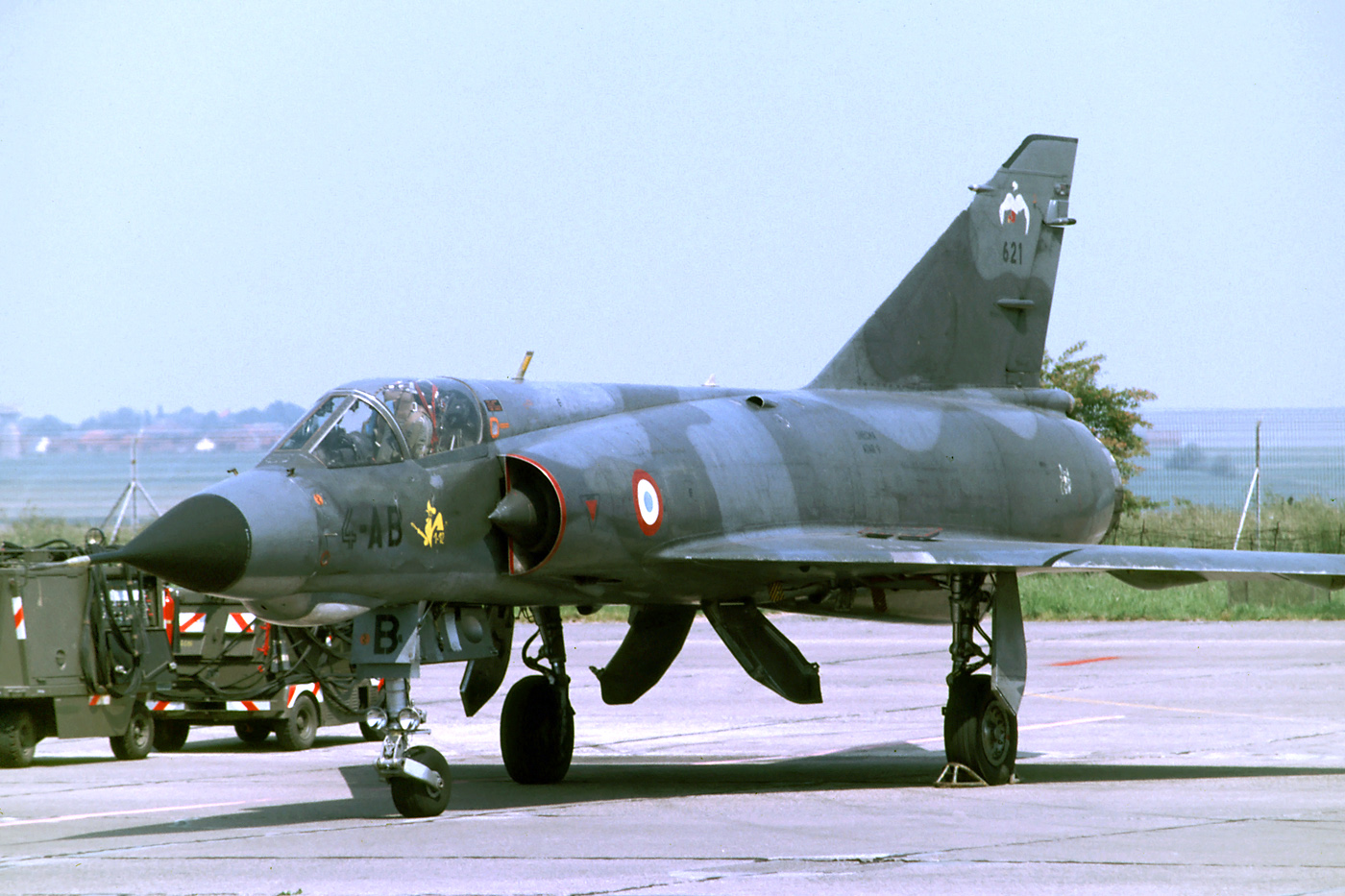
Mirage IIIE de l'escadron de chasse 1/4 Dauphiné, en service au sein des Forces aériennes tactiques de 1972 à 1988.

Les forces françaises avaient eu l'occasion de s'exercer au maniement d'armes nucléaires tactiques au début des années 1960 avec des armes américaines sous double clefs (missiles Honest John et Nike-Hercules, une trentaine de bombes nucléaire tactiques MK28 et MK43 livrés en avril 1963 en Allemagne de l'Ouest principalement).
Mais le retrait du Commandement intégré de l'OTAN en avait privé les militaires français. Aussi la diversification de l'arsenal nucléaire passait il aussi par l’acquisition de ces armes, dont le rôle dans la stratégie nationale, d'abord floue, ne sera défini que sous la présidence de François Mitterrand. Plutôt que tactiques elles seront alors nommées "pré-stratégiques" car elles auraient été utilisées comme ultime avertissement à l'ennemi, en cas d'invasion inarrêtable par des moyens conventionnels, avant les frappes stratégiques. La doctrine nucléaire française contemporaine n'exclut cependant pas l'utilisation de missiles balistiques à des fins d'ultime avertissement, par exemple en frappant l'ennemi hors d'un centre urbain.
En octobre 1972, deux escadrons de Mirage IIIE de la 4e escadre de chasse de la Force aérienne tactique (FATac) se voient confier la mission nucléaire tactique avec l’arrivée de la bombe AN-52 sur la BA 116 de Luxeuil. Le 1er octobre 1974, deux escadrons de SEPECAT Jaguar de la 7e escadre de chasse sont déclarés officiellement nucléaires tactiques sur la BA 113 de Saint-Dizier, l'une de ses missions étaient d'ouvrir la route aux Mirage IV de la FAS en détruisant les stations radars et les sites de défense antiaérienne le long du rideau de fer. Le 1er août 1980 un cinquième escadron de quinze Jaguars rejoint la FATac sur la BA 125 d'Istres pour contrer les bases navales soviétiques établies en Afrique du Nord.

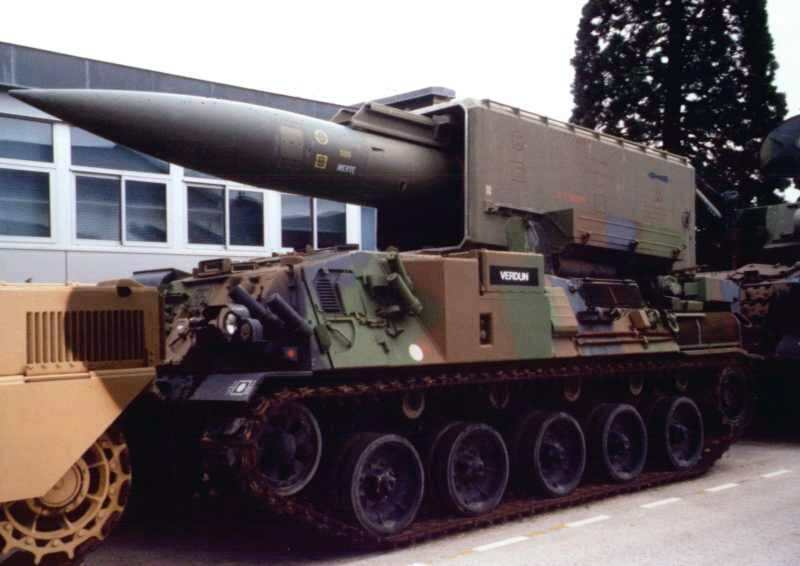
Le Pluton, missile préstratégique de l'Armée de terre, opérationnel de 1974 à 1993.

Le 1er mai 1974, l’Armée de terre, sans vecteurs nucléaires depuis le retrait des missiles américains Honest John en 1966, retrouve sa place dans l’édifice stratégique national lorsque son 3e régiment d'artillerie est équipé du missile Pluton. Le Pluton équipera par la suite quatre régiments d'artillerie nucléaire supplémentaires (les 4e, 15e, 32e et 74e régiments d'artillerie).
Le 10 décembre 1978, le porte-avions Clemenceau reçoit, à la suite d'une IPER, la qualification nucléaire. Un local spécial pour l'embarquement de quatre ou cinq armes nucléaires AN-52 pouvant être utilisé par les Super-Étendard de la Marine nationale y fut aménagé; entre 1980 et 1981, c'est le Foch qui est à son tour aménagé dans cette fonction pour une prise opérationnelle de service le 15 juin 1981,.
Bien que la France ne fasse plus partie du Commandement intégré de l'OTAN, elle passe une série d'accords secrets avec l’organisation militaire à la fin des années 1970 pour coordonner avec ses membres d’éventuelles frappes nucléaires tactiques. De même, à partir de cette époque, les États-Unis partagent des secrets nucléaires avec la France, tel le dispositif de sécurité et d'armement.

### La troisième force nucléaire mondiale (années 1980)

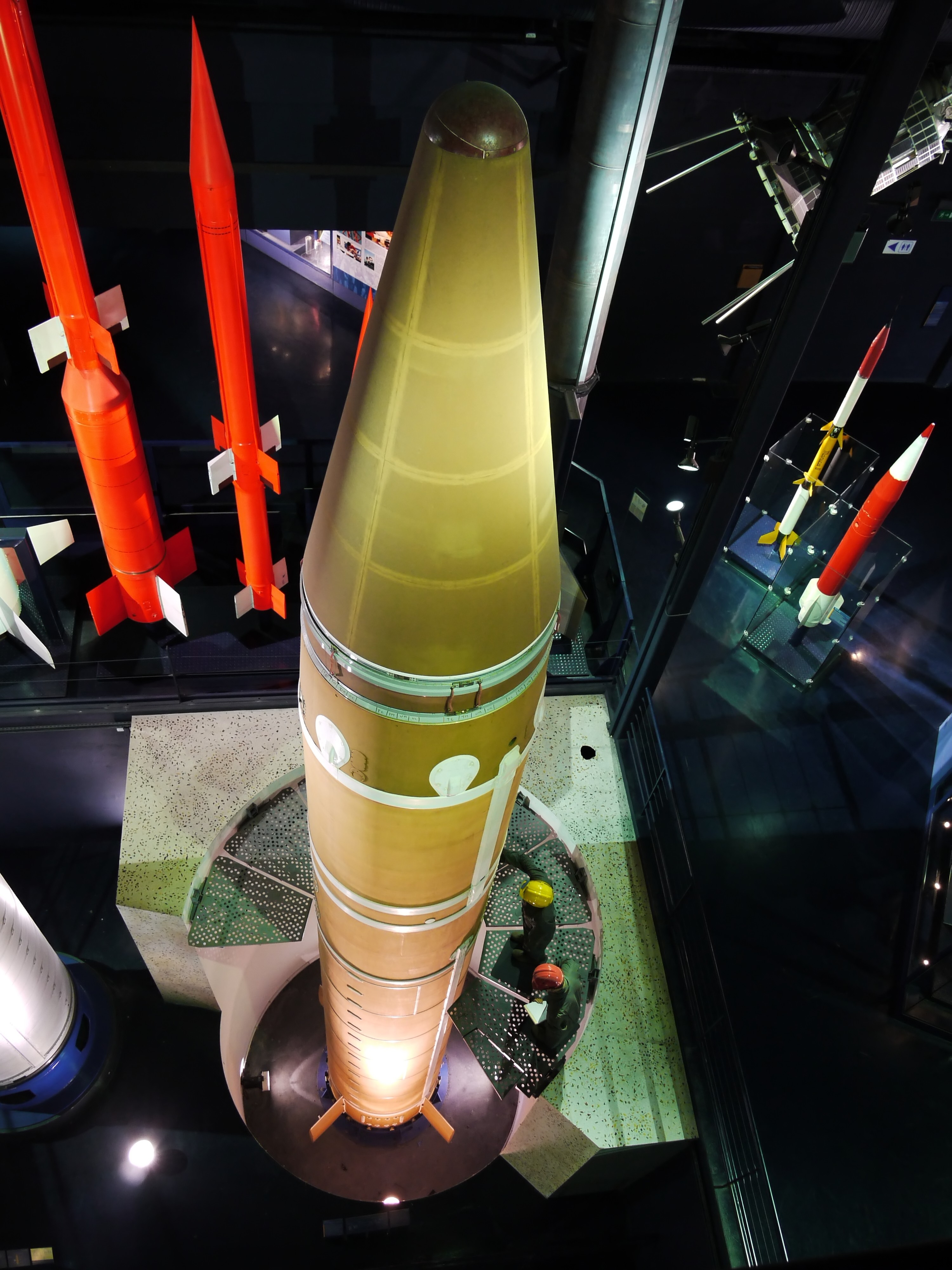
Un missile S3, en service de 1980 à 1996. Ici au musée du Bourget.

Durant les années 1980, les SNLE deviennent la pièce maîtresse de la dissuasion française. À partir de 1983, trois d'entre eux sont constamment déployés en mer prêt à faire feu. Des programmes de modernisation des vecteurs, aériens, navals et terrestre sont lancés. À la fin de cette décennie la Force de frappe atteint son maximum avec plus de 500 ogives nucléaires réparties sur :
- 18 missiles S3 en silos sur la base aérienne 200 Apt-Saint-Christol du plateau d'Albion. La première unité opérationnelle a été mise en service le 1er juin 1980 et la seconde le 31 décembre 1982, en remplacement des missiles S2 ;
- 30 missiles Pluton dans cinq régiments d'artillerie nucléaire de l'Armée de terre. Le développement de leur successeur, le missile Hadès, débute en 1984 ;
- une centaine de missiles air-sol ASMP et de bombes AN-52 pouvant être utilisés par les Mirage IV (34 en ligne en 1983[78]), Mirage 2000N (à partir de 1988), Mirage III, Jaguar de l'Armée de l'air et Super-Étendard de la Marine nationale.
- 64 missiles, dont certains sont mirvés (M4 à partir de 1985), emportés par quatre SNLE basés à l'Île-Longue, dans la rade de Brest. Soit plus de 300 ogives pour une puissance de destruction de 44 mégatonnes en novembre 1987[79] ;

Le Bulletin of the Atomic Scientists estime un pic de 540 ogives en 1992 et un total de 1 260 armes construites depuis 1964.
Les effectifs impliqués au 1er janvier 1989 sont alors de 26 490 personnes, réparties ainsi :
Forces nucléaires stratégiques :  17 372 hommes
- Armée de terre : 1 894 hommes
- Armée de l’air : 9 192 hommes
- Marine nationale : 4 976 hommes
- Gendarmerie : 732 hommes
- Divers : 578 hommes

Armement nucléaires pré-stratégiques : 9 118 hommes
- Armée de terre : 5 993 hommes
- Armée de l’air : 2 861 hommes
- Marine nationale : 189 hommes
- Gendarmerie : 75 hommes

### Réduction et modernisation de l'arsenal (depuis 1991)
Un premier escadron d'avions Jaguar abandonne le rôle nucléaire tactique à partir du 31 juillet 1989, les 2 derniers le 31 août 1991.
Le 11 septembre 1991, le Président de la République annonce le retrait anticipé des missiles Pluton dont les derniers seront retirés le 31 août 1993. Son successeur, le missile Hadès, est déployé à partir de 1992 au sein du 15e régiment d'artillerie.

#### Des essais à la simulation
Le 8 avril 1992, le président Mitterrand annonce la mise en place d'un moratoire sur les essais nucléaires. Le 13 juin 1995, nouvellement élu, le président Jacques Chirac déclare que huit essais nucléaires auront lieu de septembre 1995 à janvier 1996. Ces essais ont pour but de récolter assez de données scientifiques pour rendre possible la simulation des essais ultérieurs de l'armement nucléaire, et donc permettre à la France de ne plus avoir à recourir à des essais en conditions réelles.
Une vague de contestation internationale a lieu. Le 29 janvier 1996, dans un communiqué, la présidence annonce, après le sixième essai (qui a eu lieu le 27 janvier sur l'atoll de Fangataufa en Polynésie) sur les huit prévus à l'origine, que la France met fin aux essais nucléaires. Avec ce dernier tir, 210 explosions ont été réalisées par la France depuis l'acquisition de l'arme atomique en 1960 d'une puissance cumulée d'environ 13 mégatonnes.
Après cette dernière campagne de tests, la France signe le Traité d'interdiction complète des essais nucléaires (TICE) le 24 septembre et démantèle ses installations de tests dans le Pacifique. Le Parlement ratifie le TICE le 6 avril 1998, engageant ainsi la France à ne plus jamais réaliser d'essais nucléaires. Les essais sont désormais réalisés par le programme Simulation. Les derniers essais dans le Pacifique ont permis une évolution de la conception des armements nucléaires ultérieurs, qui repose désormais sur le principe de la « charge nucléaire robuste », c'est-à-dire plus facilement adaptable à différents types de vecteurs sans besoin de conduire des essais en conditions réelles pour toutes les associations charge-vecteur possibles.

#### Retrait de la composante terrestre
Le 22 février 1996, le président Chirac annonce la fermeture et le démantèlement des silos du plateau d'Albion.
Le dernier missile Hadès est démantelé le 23 juin 1997 après seulement cinq années de service. Depuis cette date, la force de frappe ne dispose plus de composante terrestre.
Depuis fin 1997, les deux sites de production de matières fissiles de qualité militaire sont en cours de démantèlement (Marcoule pour le plutonium militaire, devra être achevé en 2050 et de l'usine militaire de Pierrelatte pour l'uranium hautement enrichi, fin du démantèlement en 2008).

#### Développements récents
Entre 1997 et 2010, quatre SNLE de classe Le Triomphant remplacent les six de classe Le Redoutable ; le dernier sous-marin, Le Terrible, livré en 2010, est équipé du nouveau missile M51 qui remplace les M45.
Entre 2008 et 2011 le nouveau missile ASMPA, remplaçant de l’ASMP, à Tête nucléaire aéroportée (TNA), est livré.

### Budget
Depuis la chute de l'Union soviétique et le changement dans la doctrine de la dissuasion nucléaire qui en a découlé, le budget du maintien de la Force de frappe a été réduit et ne représente que 21,9 % du budget de la Défense en 1995, contre 31,4 % en 1990.
| Année | Crédits de paiement (en milliards d'euros constants de 2015) | Part dans le budget d'équipement de la Défense (Chapitre 5) |
| ----- | ------------------------------------------------------------ | ----------------------------------------------------------- |
| 1990  | 7,25                                                         | 31,4 %                                                      |
| 1995  | 4,2                                                          | 21,9 %                                                      |
| 2000  | 3,03                                                         | 19,1 %                                                      |
| 2005  | 3,58                                                         | 20,7 %                                                      |
| 2010  | 3,75                                                         | 21 %                                                        |
| 2014  | 3,50                                                         | 21 %                                                        |
| 2015  | 3,55                                                         | 21,0 %                                                      |
| 2016  | 3,65                                                         | 21,5 %                                                      |
| 2017  | 3,87                                                         | 22,3 %                                                      |
| 2018  | 4,04                                                         | 22,1 %                                                      |
| 2019  | 4,45                                                         | 22,8 %                                                      |

## Programme de simulation des armes nucléaires
En contrepartie de l'arrêt des essais nucléaires, la France lance en 1996 un programme de simulation « destiné à affiner la conception des charges nucléaires robustes, à garantir la fiabilité et la sureté des armes sur la longue durée et à maintenir l'expertise nécessaire à la pérennisation de l'arsenal ». Depuis 2010, ce programme est mené pour une part en collaboration avec le Royaume-Uni.
Le programme comporte trois volets, placés sous la responsabilité de la Direction des applications militaires (DAM) du CEA :
- l'utilisation de calculateurs très puissants, dits massivement parallèles, fournis par Bull, pour modéliser le fonctionnement des armes nucléaires[93] ;
- la réalisation d'expériences sous-critiques, c'est-à-dire sans dégagement d'énergie nucléaire, au moyen du Laser Mégajoule ;
- des expérimentations d'architectures des armes conduites avec des outils de radiographie avec la machine Airix, considérablement améliorée avec l'installation Épure franco-britannique depuis 2014.

Les têtes TNA et TNO en service dans les années 2010 sont le produit de ce vaste programme de simulation, qui s'appuie toujours sur les résultats de la dernière campagne d'essais nucléaires de 1995-1996. En l'absence d'essais, il serait impossible de développer des armes sûres et fiables de conception entièrement nouvelle.

## Systèmes d'armes
| Dates                               | Vecteurs                       | Vecteurs                       | Effecteur                      | Type                           | Nombre                         | Puissance                      | Commentaires |
| Forces nucléaires stratégiques      | Forces nucléaires stratégiques | Forces nucléaires stratégiques | Forces nucléaires stratégiques | Forces nucléaires stratégiques | Forces nucléaires stratégiques | Forces nucléaires stratégiques | Forces nucléaires stratégiques |
| ----------------------------------- | ------------------------------ | ------------------------------ | ------------------------------ | ------------------------------ | ------------------------------ | ------------------------------ | --- |
| Forces aériennes stratégiques (FAS) |                                |                                |                                |                                |                                |                                | |
| 1964-1967                           | Dassault Mirage IVA            | Dassault Mirage IVA            | AN-11                          | Bombe                          | 36                             | 70 kt                          | 40 produites. Déployés sur 9 escadrons en 1966.                                                                                   |
| 1967-1988                           | Dassault Mirage IVA            | Dassault Mirage IVA            | AN-22                          | Bombe                          | 36                             | 70 kt                          | AN-11 allégée et avec un parachute retardateur.                                                                                   |
| 1971-1983                           | S2                             | S2                             | MR 31                          | SSBS                           | 18                             | 130 kt                         | Déployés en silos sur le plateau d'Albion. Déployés dans une unité (1er GMS)                                                      |
| 1980-1996                           | S3                             | S3                             | TN 61                          | SSBS                           | 18                             | 1 200 kt                       | Déployés en silos sur le plateau d'Albion. Déployés dans une unité (1er GMS)                                                      |
| 1986-1996                           | Dassault Mirage IVP            | ASMPb                          | TN 80                          | Missile air-sol                | 18                             | 300 kt                         | Déployés sur deux escadrons (EB 1/91 et 2/91).                                                                                    |
| 1988-2012                           | Dassault Mirage 2000Na         | ASMPb                          | TN 81                          | Missile air-sol                | 50                             | 300 kt                         | 80 ogives fabriquées. Déployés sur trois escadrons (EC 1/4, 2/4 et 3/4).                                                          |
| 2009-2018                           | Dassault Mirage 2000N K3       | ASMP-Ab ASMPA-R                | TNA                            | Missile air-sol                | 50                             | 300 kt                         | Déployés sur un escadron (EC 2/4)                                                                                                 |
| 2009-                               | Dassault Rafale B F3           | ASMP-Ab ASMPA-R                | TNA                            | Missile air-sol                | 50                             | 300 kt                         | 54 missiles ASMP-A partagés avec la FANu 47 ogives TNA 50 Rafale B des FAS Déployés sur deux escadrons (EC 1/4 et EC 2/4).        |
| Force océanique stratégique (FOST)  |                                |                                |                                |                                |                                |                                | |
| 1971-1979                           | Classe Le Redoutable           | M1                             | MR 41                          | MSBS                           | 32                             | 500 kt                         | Déployés uniquement sur le Redoutable et le Terrible.                                                                             |
| 1974-1979                           | Classe Le Redoutable           | M2                             | MR 41                          | MSBS                           | 16                             | 500 kt                         | Déployés uniquement sur le Foudroyant.                                                                                            |
| 1976-1978                           | Classe Le Redoutable           | M20                            | TN 60                          | MSBS                           | 16                             | 1 200 kt                       | Aides à la pénétration ajoutées au missile M2.                                                                                    |
| 1978-1993                           | Classe Le Redoutable           | M20                            | TN 61                          | MSBS                           | 64                             | 1 200 kt                       | Version allégée de la TN 60. |
| 1985-1997                           | Classe Le Redoutable           | M4A                            | TN 70                          | MSBS                           | 96                             | 150 kt x 6                     | 1er missile mirvé. Déployés sur l'Inflexible.                                                                                     |
| 1988-2005                           | Classe Le Redoutable           | M4B                            | TN 71                          | MSBS                           | 288                            | 150 kt x 6                     | |
| 1997-2017                           | Classe Le Triomphant           | M45                            | TN 75                          | MSBS                           | 288                            | 110 kt x 6                     | |
| 2010-                               | Classe Le Triomphant           | M51.1                          | TN 75                          | MSBS                           | 288                            | 110 kt x 6                     | Déployés sur le Terrible puis le Vigilant et le Triomphant.                                                                       |
| 2017-                               | Classe Le Triomphant           | M51.2                          | TNO                            | MSBS                           |                                | 100 kt x 6                     | Déployés sur le Téméraire. |
| Force aéronavale nucléaire (FANu)   |                                |                                |                                |                                |                                |                                | |
| 1978-1991                           | Dassault Super-Étendard        | Dassault Super-Étendard        | AN-52                          | Bombe                          | 10                             | 6-25 kt                        | Bombe dérivée de l'AN-51. 80 à 100 fabriquées.                                                                                    |
| 1989-2012                           | Dassault Super-Étendard        | ASMP                           | TN 81                          | Missile air-sol                | 10                             | 300 kt                         | 80 ogives fabriquées. |
| 2010-                               | Dassault Rafale M F3           | ASMPA                          | TNA                            | Missile air-sol                | 42                             | 300 kt                         | 54 missiles ASMP-A partagés avec les FAS 47 ogives TNA 42 Rafale M F3 de la FANu Déployés sur trois flottilles (11F, 12F et 17F). |
| Forces nucléaires tactiques         |                                |                                |                                |                                |                                |                                | |
| Forces Aériennes Tactiques (FATac)  |                                |                                |                                |                                |                                |                                | |
| 1972-1988                           | Dassault Mirage IIIE           | Dassault Mirage IIIE           | AN-52                          | Bombe                          |                                | 6-25 kt                        | Déployés sur deux escadrons (EC 1/4 et 2/4).                                                                                      |
| 1973-1991                           | SEPECAT Jaguar A               | SEPECAT Jaguar A               | AN-52                          | Bombe                          |                                | 6-25 kt                        | Déployés sur trois escadrons (EC 1/7, 3/7 et 4/7).                                                                                |
| Artillerie Nucléaire Tactique (ANT) |                                |                                |                                |                                |                                |                                | |
| 1974-1993                           | AMX-30 Pluton                  | Pluton                         | AN-51                          | SRBM                           | 30                             | 10-25 kt                       | Puissance sélectionnable. 70 ogives fabriquées. Équipe 5 régiments d'artillerie (3e, 4e,15e, 32e, 74e).                           |
| 1991-1996                           | Camion semi-remorque           | Hadès                          | TN 90                          | SRBM                           | 30                             | 80 kt                          | Déployés sur 15 camions banalisés en stockage.                                                                                    |

a : Les Mirage 2000N, introduits en 1988, ne furent intégrés aux Forces aériennes stratégiques (FAS) qu'à partir du 1er septembre 1991, auparavant ils dépendaient des Forces Aériennes Tactiques (FATac).
b : Les missiles Air Sol Moyenne Portée (ASMP) et Air Sol Moyenne Portée Amélioré (ASMPA), bien que désignés « préstratégique », sont intégrés aux FAS depuis la dissolution des FATac.

## Sites nucléaires militaires
| France métropolitaine |
| --- |
| \| Bruyères-le-Châtel Valduc Gramat Cadarache Le Ripault CESTA Moronvilliers Vaujours Limeil Le Bouchet Marcoule Pierrelatte Île Longue BA113 BA125 BA200 BA116 BA118 BA702 BA136 BA120 \| |
| Bruyères-le-Châtel Valduc Gramat Cadarache Le Ripault CESTA Moronvilliers Vaujours Limeil Le Bouchet Marcoule Pierrelatte Île Longue BA113 BA125 BA200 BA116 BA118 BA702 BA136 BA120       |

| Algérie française                    |
| ------------------------------------ |
| \| CSEM CEMO CEES BA145 Hammaguir \| |
| CSEM CEMO CEES BA145 Hammaguir       |

| Polynésie française (CEP)      |
| ------------------------------ |
| \| Moruroa Fangataufa BA185 \| |
| Moruroa Fangataufa BA185       |

| Dates                              | Site                                                                                     | Fonctions                                                                                           | Commentaires                                        |
| ---------------------------------- | ---------------------------------------------------------------------------------------- | --------------------------------------------------------------------------------------------------- | --------------------------------------------------- |
| Recherche, conception, fabrication |                                                                                          | |                                                     |
| 1955-1997                          | Fort de Vaujours                                                                         | Recherche et conception spécialisé en détonique et engins.                                          |                                                     |
| 1955-1999                          | Fort de Limeil                                                                           | Recherche spécialisée sur les bombes H.                                                             |                                                     |
| Depuis 1955                        | DAM Île-de-France (CEA de Bruyères-le-Châtel)                                            | Recherche, conception et simulation d'essais.                                                       | Abrite le Très Grand Centre de calcul (TGCC).       |
| Depuis 1957                        | CEA Valduc                                                                               | Recherche, conception, fabrication des composants nucléaires des armes et expériences de criticité. | Accueille une installation franco-britannique.      |
| Depuis 1959                        | CEA Gramat (Centre d’étude de Gramat)                                                    | Recherche et évaluation de la résistance des armes.                                                 | Spécialisé en détonique et électromagnétisme.       |
| Depuis 1962                        | CEA Le Ripault                                                                           | Recherche, conception et fabrication des composants non nucléaires des armes.                       |                                                     |
| Depuis 1963                        | Centre de Cadarache                                                                      | Recherche et conception.                                                                            | Conception des réacteurs navals.                    |
| Fabrication de matière fissile     |                                                                                          | |                                                     |
| 1946-1971                          | Usine du Bouchet                                                                         | Conversion de l'uranium.                                                                            | Démantelé depuis 1979.                              |
| 1955-2009                          | Site nucléaire de Marcoule                                                               | Fabrication de plutonium et tritium.                                                                | Réacteurs en démantèlement.                         |
| 1960-1996                          | Usine militaire de Pierrelatte                                                           | Enrichissement de l'uranium.                                                                        | Démantelé depuis 2008.                              |
| Essais                             |                                                                                          | |                                                     |
| 1957-2014                          | Polygone d'expérimentation de Moronvilliers                                              | Essais sous-critiques.                                                                              | Accueillait la machine de radiographie flash Airix. |
| 1957-1961                          | Centre saharien d'expérimentation militaire (CSEM)                                       | Essais nucléaires aériens.                                                                          | 4 essais réalisés.                                  |
| 1961-1966                          | Centre d'expérimentations militaires des oasis (CEMO)                                    | Essais nucléaires souterrains.                                                                      | 13 essais réalisés.                                 |
| 1964-1996                          | Centre d’expérimentation du pacifique (CEP)                                              | Essais nucléaires aériens et souterrains.                                                           | 193 essais réalisés, dont 46 aériens.               |
| Depuis 1965                        | Centre d’études scientifiques et techniques d'Aquitaine (CESTA)                          | Essais sous-critiques et simulés.                                                                   | Accueille le laser Mégajoule depuis 2014.           |
| Vecteurs nucléaires                |                                                                                          | |                                                     |
| 1947-1967                          | Centre interarmées d'essais d'engins spéciaux (CEES)                                     | Développement des missiles balistiques.                                                             | Évacué cinq ans après les accords d'Évian.          |
| Depuis 1962                        | Centre d'essais des Landes (CEL) DGA Essais de missiles                                  | Développement des missiles balistiques.                                                             |                                                     |
| Depuis 1967                        | Centre d’achèvement et d’essais des propulseurs et engins (CAEPE) DGA Essais de missiles | Essais au sol des propulseurs à propergol solide.                                                   |                                                     |

## Débat public et opposition

### Utilité militaire et politique
Depuis la fin de la guerre froide, la question de l’utilité de l’arme nucléaire est posée. Le 14 octobre 2010, Alain Juppé, Bernard Norlain, Alain Richard et Michel Rocard écrivent dans Le Monde que la dissuasion a permis de limiter les conflits pendant la guerre froide, mais les conflits actuels offrent beaucoup moins de prise aux mécanismes de la dissuasion.
En mai 2010, Alain Juppé réaffirme sa position en faveur de la dissuasion : « Dans le Livre blanc, il est dit très clairement que notre dissuasion ne doit pas dépendre de la capacité des autres pays nucléaires et qu’il n’y a pas donc de proportionnalité dans les efforts de désarmement. La France a quand même réduit son arsenal à 300 têtes nucléaires, c’est-à-dire environ la moitié de la capacité maximale atteinte dans la période de la guerre froide. Par rapport aux 22 000 têtes des arsenaux américains et russes, il y a de la marge. C’est aussi pour cette raison que le moment n’est pas venu. Nous devons être relativement prudents sans être pour autant en arrière de la main ».
Lors de la campagne électorale des élections présidentielles de 2012, à l'exception des candidats d'extrême-gauche et d'Eva Joly, tous les candidats de gauche, du centre, et de droite se déclareront favorables à la dissuasion nucléaire, et ce après la visite à bord du Le Triomphant du futur président de la république François Hollande et son discours d'engagement en faveur de la dissuasion reprenant sa tribune du 20 décembre 2011 : « D'ores et déjà je veux réaffirmer […] la consolidation de notre dissuasion nucléaire […] le contexte international n'autorise aucune faiblesse […] Nous conserverons donc les deux composantes, aérienne et sous-marine, de notre dissuasion ». L'engagement est repris à l'encre rouge sous le no 60 du programme de François Hollande.
Un sondage réalisé en 2013 lors de début du mandat du président Hollande, par l'institut LH2 indiquera que pour 68 % des Français, soit un bond de 14 % en un an, la possession de l'arme nucléaire est un point fort de la défense.
Selon un rapport du Sénat il y a un consensus bien établi chez les dirigeants politiques français qui a pour objet le fait que la force nucléaire donne à la France un poids diplomatique à l’échelle mondiale.

### Critique des essais nucléaires
Le Traité de Non-Prolifération nucléaire (TNP) ne contient aucune disposition visant à limiter les droits d'un État doté de l'arme nucléaire (cinq États, dont la France, sont « dotés » au sens du traité) à procéder à un essai nucléaire. Cela dit, le préambule du TNP se réfère à l'interdiction totale des essais nucléaires, ce qui explique que la France n'a adhéré au TNP qu'en 1992.
Les organisations antinucléaires françaises et internationales ont toujours critiqué les essais nucléaires. Au premier rang figure Greenpeace qui, à partir de 1972, envoya des navires perturber les tirs d'essais à Moruroa. S'ensuivirent des tentatives identiques continues, systématiquement repoussées par la Marine nationale. Cette lutte conduisit à la tragique affaire du Rainbow Warrior en juillet 1985.
La reprise d'une série de six essais nucléaires souterrains en Polynésie française, décidée le 13 juin 1995 par le président Jacques Chirac, afin de valider les modèles de simulation numérique des essais, a provoqué une vague de contestation au niveau national et international. À l'issue de ces essais, achevés le 27 janvier 1996, la France a signé, en mars 1996, le traité de Rarotonga, qui a créé une zone dénucléarisée dans le Pacifique Sud, et a signé le 24 septembre 1996 le Traité d’interdiction complète des essais nucléaires, mettant ainsi un point final à la polémique. Le traité a été ratifié par la France le 6 avril 1998.
En avril 2012, à l'inverse de la France, la plupart des États détenteurs (ou potentiellement détenteurs) de l'arme atomique n'ont pas signé ce traité (Corée du Nord, Inde, Pakistan, Israël), ou l'ont signé mais pas ratifié (Chine, États-Unis, Russie), ce qui l'empêche d'entrer en vigueur.

### Importance technologique
Des sénateurs ont signalé l’importance des retombées technologiques issues de la recherche sur l’arme nucléaire, dans les domaines des calculateurs, de la micro-électronique, de l’optique, de la physique des particules…
La fusée Ariane et les sous-marins nucléaires d'attaque utilisent les mêmes savoir-faire que les missiles balistiques et les SNLE.

### Déchets nucléaires
La France aurait produit plus de 148 630 mètres cubes de déchets nucléaires d’origine militaire depuis le milieu des années 1950, posant un problème de gestion de ces déchets[évasif].

### Aspect juridique
Les critiques s'appuient sur l'avis consultatif de la Cour internationale de justice en 1996 qui déclare que « la menace ou l'emploi d'armes nucléaires serait généralement contraire aux règles du droit international applicable dans les conflits armés ». Néanmoins, dans ce même avis, la Cour précise en conclusion que « au vu de l'état actuel du droit international, ainsi que des éléments de fait dont elle dispose, la Cour ne peut cependant conclure de façon définitive que la menace ou l'emploi d'armes nucléaires serait licite ou illicite dans une circonstance extrême de légitime défense dans laquelle la survie même d'un État serait en cause ».
Cet avis a donné lieu à divers commentaires de juristes, publiés le 28 février 1997 dans un numéro de la Revue internationale de la Croix-Rouge consacré aux armes nucléaires.

### Dimension économique et sociale
Enfin, les critiques portent sur la dimension économique et sociale de la force de dissuasion nucléaire, dont la modernisation s'élève à plus de 10 milliards d'euros (trois milliards pour le seul missile M51) dans le budget de défense. Dans la Loi de Programmation Militaire votée par le Parlement pour les années 2014-2019, 23 milliards d'euros sont dédiés à la dissuasion parmi les 102 milliards de l'équipement de l'armée française, soit environ 20 % du total
En mars 2012, un sondage Ifop/Mouvement de la paix (en partenariat avec Témoignage chrétien et L'Humanité) fait apparaître que 81 %  des Français désirent que la France « s'engage dans un processus de désarmement nucléaire mondial et total » et que 64 % ne sont pas favorables à la modernisation des armes nucléaires françaises.

### Excuses des essais nucléaires
En 2010, le gouvernement français a adopté la loi Morin censée répondre à la souffrance des personnes gravement affectées par les radiations lors des détonations nucléaires françaises entre 1960 et 1996. En 2021, le président Macron a reconnu que la France avait une « dette » envers le peuple de Maō’hui Nui, appelant à l’ouverture d’archives clés. Une commission d’enquête parlementaire s’est emparée du sujet, Le nombre de personnes ayant obtenu une reconnaissance et une indemnisation reste insuffisant, en particulier en Algérie. Sur les 2 846 demandes déposées – émanant seulement d’une fraction des milliers de victimes estimées, et plus de 400 personnes à Maō’hui Nui, et une seule en Algérie ont été indemnisées depuis 2010.